# Peter Ivers
Peter Scott Ivers, właśc. Peter Scott Rose (ur. 20 września 1946 w Bostonie, zm. 3 marca 1983 w Los Angeles) – amerykański muzyk, piosenkarz, autor tekstów i osobowość telewizyjna. 

## Życiorys
W latach 1965–1969 studiował na Harvardzie. Pod koniec lat 60. rozpoczął swoją karierę grając na harmonijce w lokalnym zespole Beacon Street Union w Cambridge w Massachusetts. Jego piosenka „In Heaven, Everything Is Fine” stanowiła ścieżkę dźwiękową do decydującej sceny debiutu Davida Lyncha Głowa do wycierania (Eraserhead, 1977). 
Współtworzył muzykę do filmów: Grand Theft Auto (1977), W krzywym zwierciadle: Wakacje (National Lampoon's Vacation, 1983) i Siedem minut w niebie (Seven Minutes in Heaven, 1986), a także seriali – NET Playhouse (1970), Starsky i Hutch (1978), BJ i Bear (BJ and the Bear, 1979) i Insight (1982).
3 marca 1983 w wieku 36 lat został znaleziony zatłuczony na śmierć młotkiem w swoim mieszkaniu na poddaszu w Los Angeles; morderstwo pozostało oficjalnie nierozwiązane.

## Dyskografia
- Knight of the Blue Communion (wyd. Epic, 1969)
- Terminal Love (wyd. Warner Bros., 1974)
- Peter Ivers (wyd. Warner Bros., 1976; także jako Peter Peter Ivers)

### Wydawnictwa pośmiertne
- Nirvana Peter (wyd. Warner Bros., 1985; kompilacja poprzednich nagrań Warnera z dodatkowymi utworami)
- The Untold Stories (wyd. K2B2 Records, 2008)
- Take It Out on Me (nagrany dla Epic w 1971; 2009 wyd. Wounded Bird Records)
- Becoming Peter Ivers (wyd. RVNG Intl., 2019)